# Xã Butler, Quận Butler, Pennsylvania
Xã Butler (tiếng Anh: Butler Township) là một xã thuộc quận Butler, tiểu bang Pennsylvania, Hoa Kỳ. Năm 2010, dân số của xã này là 17.248 người.